# Фоминцев, Пётр Васильевич
Пётр Васильевич Фоминцев (11.07.1913 — 16.02.1993) — Участник Великой Отечественной войны. Сержант. Комбайнер Омутинской МТС Тюменской области Герой Социалистического Труда (21.06.1952).

## Биография

### Начальная статья
Родился 11 июля 1913 год (По другим данным – 13 июля 1913 года, 11 июля 1912 года). в деревне Большой Краснояр Ялуторовского уезда Тобольской губернии (ныне в составе Омутинского района Тюменской области). Русский. Из крестьян.
Окончил начальную школу. С 1932 года работал в колхозе «Красный пахарь» Омутинского района. 
В 1936 году окончил курсы трактористов, после чего продолжил работу в том же колхозе трактористом. 

### В Великую Отечественную войну
В 1941 году на фронт не призывался, поскольку трактористов и комбайнёров бронировали в тылу для уборки урожая.
21 января 1942 года призван в Красную Армию Омутинском районным военкоматом Омской области. 
С сентября 1942 года – в действующей армии на фронтах Великой Отечественной войны. П. В.
Фоминцев прошёл войну шофёром автотранспортного взвода 141-го танкового полка на Юго-Западном и 3-м Украинском фронтах. 
С мая 1944 года - 957-го отдельного самоходно-артиллерийского полка ( переформирован из 141-го отдельного танкового полка.) на 3-м Белорусском, 1-м и 2-м Прибалтийских фронтах. 
Участвовал в Сталинградской битве, в Донбасской (август-октябрь 1943) операциях.
В Белорусской операции (июль-август 1944) участвовал в боях по прорыву обороны Витебского укрепленного района немцев южнее города Витебска и на Оршанском направлении севернее реки Днепр, а также в овладении городом Витебск.
В Прибалтийской наступательной операции  (сентябрь-октябрь 1944). С конца 1944 года -участвовал в блокаде Курляндской группировки врага. В боях неоднократно проявлял мужество и отвагу, награждён медалью «За боевые заслуги» за многократную доставку боеприпасов
непосредственно на поле боя и загрузку их в самоходные артиллерийские установки под вражеским
огнём За боевые заслуги. 
С 1945 года сержант П.В. Фоминцев - в запасе. 

### После войны
После демобилизации в 1945 году работал комбайнёром в Омутинской МТС. Сразу стал ударником
труда. Добился выдающихся успехов в ходе уборочной 1951 года, выполнив на комбайне «Сталинец-6»
уборку зерновых на площади 1180 гектаров, намолотив за 34 рабочих дня 9920 центнеров зерна.
Тем самым поставил рекорд района и добился одного из лучших результатов по Тюменской
области. 
Указом Президиума Верховного Совета СССР от 21 июня 1952 года за достижение высоких показателей на уборке и обмолоте зерновых культур в 1951 году Фоминцеву Петру Васильевичу присвоено звание Героя Социалистического Труда с вручением ордена Ленина и золотой медали «Серп и Молот». 
После расформирования МТС в 1958 году работал механиком по сельхозмашинам центральных мастерских совхоза «Прогресс» в посёлке Омутинское Тюменской области. 
После выхода на пенсию в  конце 1960-х годов или в 1970 году переехал с семьёй в город Запорожье Украинской ССР (ныне Украины). 
С 1970 года трудился слесарем на Запорожском машиностроительном заводе имени П. И. Баранова (позднее ОАО «Мотор Сич»).
Скончался 16 февраля 1993 года.

## Награды
- Золотая медаль «Серп и Молот» (21.06.1952)
- Орден Ленина (21.06.1952).
- Орден Отечественной войны II степени (11.03.1985)[2]
- Медаль «За оборону Сталинграда»
- Медаль «За боевые заслуги»(15.08.1944)[2]
- Медаль «В ознаменование 100-летия со дня рождения Владимира Ильича Ленина» (6 апреля 1970)
- Медаль «За победу над Германией в Великой Отечественной войне 1941—1945 гг.» (9 мая 1945[3])
- Юбилейная медаль «Двадцать лет Победы в Великой Отечественной войне 1941—1945 гг.» (7 мая 1965[4])
- Юбилейная медаль «Тридцать лет Победы в Великой Отечественной войне 1941—1945 гг.»[5]
- Медаль «Сорок лет Победы в Великой Отечественной войне 1941-1945 гг.»[6]
- Медаль «За трудовую доблесть» (11.08.1951)
- Медаль «Ветеран труда»
- Медаль «30 лет Советской Армии и Флота»[7]
- Юбилейная медаль «40 лет Вооружённых Сил СССР»[8]
- Юбилейная медаль «50 лет Вооружённых Сил СССР» (26 декабря 1967[9])
- медалями ВДНХ СССР:

## Память
- Его имя увековечено в Главном Храме Вооружённых сил России, и навсегда запечатлено на мемориале «Дорога Памяти»[10].
- В родном селе Большой Краснояр Герою установлена мемориальная доска
- Его фотография занесена на районную Доску Почёта [11].